# Prime Evil (antología)
Prime Evil (New stories by the masters of modern horror) es una antología de relatos cortos de terror dirigida, editada y prologada por Douglas E. Winter. Publicada originalmente por New American Library en 1988. La antología contiene relatos de conocidos escritores como Peter Straub, Thomas Ligotti o Stephen King.
Su edición española fue llevada a cabo por la editorial Grijalbo en dos volúmenes, el primero de ellos titulado Escalofríos y el segundo titulado Pesadilla, ambos con la traducción de Eduardo G. Murillo.

### Escalofríos(1989)
Introducción, por Douglas E. Winter
- Primera parte: En la corte del rey carmesí

El aviador nocturno, de Stephen King
Ponga una mujer en su mesa, de Paul Hazel
El beso sangriento, de Denis Etchison
- Segunda parte: De vuelta a la Tierra

La inminencia del desastre, de Clive Barker
Comida, de Thomas Tessier
El gran dios Pan, de M. John Harrison

### Pesadilla(1989)
- Primera parte: Secretos

Naranja de angustia, azul de locura, de David Morrell
El enebro, de Peter Straub
- Segunda parte: Cuentos circulares

A vuelta con los muertos, de Charles L. Grant
La última aventura de Alicia, de Thomas Ligotti
La próxima vez sabréis quien soy, de Ramsey Campbell
- Tercera parte: Debido a las tinieblas

La piscina, de Whitley Strieber
Debido a las tinieblas, de Jack Cady